# Её брачная ночь
«Её брачная ночь» (англ. Her Wedding Night) — черно-белая романтическая комедия 1930 года. Один из звуковых фильмов Клары Боу.

## Сюжет
Американская актриса Норма Мартин проводит отпуск в Париже. Устав от назойливых поклонников, она решает отправиться с подругой Глорией Маршалл на юг Франции. По роковому стечению обстоятельств в одном с ними поезде оказываются Ларри Чартерс, невероятно популярный композитор, и его друг — он же жених Глории — Боб Талмадж. Ларри тоже скрывается от поклонников, и на время путешествия они с Бобом в целях конспирации меняются паспортами. На одной из остановок Норма и Боб отстают от поезда. В маленьком городке, где их застала эта ситуация, нет гостиницы, поэтому они обращаются за помощью к мэру.
Возникает забавная путаница — Норма и Боб не говорят по-французски, а мэр не понимает ни слова по-английски. Приняв молодых людей за сбежавших влюбленных, которые хотят пожениться, он дает им на подпись какие-то документы, которые на самом деле являются брачным свидетельством. Таким образом получилось, что Ларри, сам того не зная, оказался женат на Норме — ведь Боб вписал в документы его имя, а не своё. Когда Норма и Боб догоняют своих попутчиков, Ларри влюбляется в Норму и понимает, что не прочь стать её мужем не только на бумаге, но и на деле.

## В ролях
| Актёр           | Роль           |
| --------------- | -------------- |
| Клара Боу       | Норма Мартин   |
| Ральф Форбс     | Ларри Чартерс  |
| Ричард Галлахер | Боб Талмадж    |
| Женева Митчелл  | Глория Маршалл |